# Вихрь (канонерская лодка)
«Вихрь» — одна из восьми мореходных канонерских лодок типа «Дождь» Российского императорского флота. Впоследствии переоборудована в портовое судно и названа «Трал».

## Постройка
27 сентября 1878 года на эллинге Нового Адмиралтейства в Санкт-Петербурге была заложена очередная канонерская лодка типа «Дождь», получившая название «Вихрь». 21 октября 1878 года она была зачислена в списки кораблей Балтийского флота. Паровые машины для лодки были изготовлены на заводе Эгельса в Берлине.
25 октября 1879 года лодка спущена на воду. В 1880 году вступила в строй.

## Служба
1 февраля 1892 года «Вихрь» была переклассифицирована в канонерскую лодку береговой обороны.
К 1907 году данный тип судов морально устарел и не мог в полной мере справляться со своими задачами, в связи с этим канлодки типа «Дождь» стали выводить из боевого состава флота. 1 августа 1907 года эта участь постигла и «Вихрь». Лодка была разоружена и сдана в порт на хранение.
11 мая 1908 года судно было расконсервировано и переоборудовано в портовое судно, получившее название «Трал».
16 июля 1915 года судно вновь переоборудовали в гидрографическое судно, которое передали комиссии по обзору финских шхер, где судно и служило в ходе Первой Мировой войны, обеспечивая безопасное плавание по Финскому заливу.
25 октября 1917 года лодка вошла в состав Красного Балтийского флота. 21 апреля 1921 года судно вошло в состав Морских сил Балтийского моря.
29 апреля 1927 года судно вновь исключено из списков флота и передано Комиссии государственных фондов для реализации (сдано на слом).

## Командиры
- хх.хх.1890 — хх.хх.1891 — капитан 2-го ранга Щенснович, Эдуард Николаевич
- 18.12.1895 — после 02.07.1905 — капитан 2-го ранга Чис, Анатолий Владиславович
- 01.01.1910 — хх.05.1910 — капитан 2-го ранга Ислямов, Исхак Ибрагимович

### Другие должности
- 1879—1879 штурманский офицер КФШ подпоручик В. И. Егоров[1]